# Objaw Payra
Objaw Payra – objaw, o małej czułości i swoistości (obie wartości < 50%), występujący w zakrzepicy żył głębokich, a polegający na bolesności podeszwy stopy przy uciśnięciu jej środkowej części.